# مورگان پولانسکی
مورگان پولانسکی (فرانسوی: Morgane Polanski‎) بازیگر و مدل اهل فرانسه است. وی دانش‌‌آموختهٔ مدرسه مرکزی سلطنتی گفتار و نمایش است و به دو زبان لهستانی و فرانسوی سخن می‌گوید.
از فیلم‌ها یا مجموعه‌های تلویزیونی که وی در آنها نقش داشته‌است، می‌توان به وایکینگ‌ها، گزارش فرانسوی، دروازه نهم، پیانیست و کاخ اشاره کرد.